# Aecidium otagense
Aecidium otagense är en svampart som beskrevs av Linds. 1867. Aecidium otagense ingår i släktet Aecidium, ordningen Pucciniales, klassen Pucciniomycetes, divisionen basidiesvampar och riket svampar.   Inga underarter finns listade i Catalogue of Life.